# Confédération Africaine de Handball
Confédération Africaine de Handball (CAHB) er det afrikanske håndboldforbund. Forbundet blev etableret i 1973 efter det andet afrikanske mesterskab i håndbold i Lagos, Nigeria og organiserer de nationale håndboldforbund i Afrika. CAHB arrangerer blandt andet de afrikanske mesterskaber i håndbold og deres hovedkvarter ligger i Abidjan, Elfenbenskysten og har 45 medlemsnationer.

## Verdensrangliste

### Herrer
| Placering | Hold     | Points | Forbund |
| --------- | -------- | ------ | ------- |
| 15        | Egypten  | 65     | EHF     |
| 17        | Tunesien | 48     | FTHB    |
| 21        | Algeriet | 32     | FAHB    |
| 35        | Marokko  | 8      | FRMH    |
| 42        | Angola   | 3      | FAAND   |
| 46        | Nigeria  | 1      | HFN     |

Oversigten er opdateret til og med 24. april 2017

### Damer
| Placering | Hold            | Points | Forbund |
| --------- | --------------- | ------ | ------- |
| 18        | Angola          | 51     | FAAND   |
| 26        | Tunesien        | 19     | FTHB    |
| 28        | Elfenbenskysten | 14     | FIH     |
| 30        | Congo           | 10     | FCH     |
| 40        | Algerietl       | 3      | FAHB    |
| 42        | DR Congo        | 3      | FCH     |
| 46        | Camerounl       | 1      | FCH     |

Oversigten er opdateret til og med 24. april 2017